# Konoe Uchisaki
Konoe Uchisaki (近衛 内前) (né le 28 juillet 1728, mort le 28 avril 1785), fils du régent Konoe Iehisa, est un noble de cour japonais (kugyō) de l'époque d'Edo (1603–1868). Il exerce la fonction de régent kampaku de 1757 à 1762 pour l'empereur Momozono puis régent sesshō de 1772 à 1772 pour l'impératrice Go-Sakuramachi et l'empereur Go-Momozono de 1762 à 1772 et de nouveau régent kanpaku de l'empereur Go-Momozono de 1772 à 1778.
Il épouse une fille de Tokugawa Muneharu, septième daimyo du domaine d'Owari puis une fille adoptée de Tokugawa Munetaka, cinquième daimyo du domaine de Mito. Avec la première il a un fils, Konoe Tsunehiro, et avec la deuxième il adopte une fille qui devient plus tard consort de Date Shigemura, septième daimyo du domaine de Sendai. Il est par ailleurs le père de Konoe Koreko, dame d'honneur de l'empereur Go-Momozono et mère adoptive de l'empereur Kōkaku.